# O Triângulo das Bermudas
O Triângulo das Bermudas (inglês: The Bermuda Triangle) é um livro publicado em 1974 de autoria de Charles Berlitz, que popularizou a crença no Triângulo das Bermudas como uma área do Oceano Atlântico propensa ao desaparecimento misterioso de navios e aviões. O livro tornou-se um bestseller e vendeu quase 20 milhões de cópias, sendo publicado em 30 idiomas.
No livro, Berlitz elabora várias teorias para explicar os desaparecimentos, contudo ele preferiu optar por dar credibilidade para aquelas que têm uma causa natural. Uma dessas teorias afirma que o Triângulo das Bermudas é na verdade um subproduto da destruição de Atlântida, a lendária ilha descrita por Platão.
O livro foi objeto de crítica na obra de Larry Kusche de 1975, The Bermuda Triangle Mystery—Solved, na qual Kusche aponta erros nos relatórios dos navios desaparecidos. A seguradora britânica Lloyd's of London determinou que o Triângulo não é mais perigoso do que qualquer outra parte do oceano, e não cobraria taxas excepcionais de seguro para a passagem pela área. A própria Guarda Costeira dos Estados Unidos confirma em seus registros a alegação da seguradora. No entanto, os contos sobre navios desaparecidos citados na obra de Berlitz existiam antes da publicação do livro. Ele ouviu pela primeira vez tais contos em sua agência de viagens, perguntando-se por que seus clientes pediam para evitar o sobrevoo naquela região.
O livro foi posteriormente a base para um filme lançado em 1978, com a participação do Dr. J. Manson Valentine, que forneceu fotos e ilustrações.